# Попис становништва 1935. у Турској
Попис становништва 1935. у Турској био је 2 по реду попис становништва у Република Турска. Као референтни дан одређен је 20. октобар 1935.

## Резултати

### Религије
Број и проценат људи у религији:
| Вероисповест   | Вероисповест                     | Број и подели | Број и подели |
| Вероисповест   | Вероисповест                     | Бројеви       | Удео (%)      |
| Укупно         | Укупно                           | 16 158 018    | 100.00        |
| Ислам          | Ислам                            | 15 838 673    | 98.02         |
| Хришћанство    | Укупно                           | 226 167       | 1.39          |
| Хришћанство    | Грчка православна црква          | 125 046       | 0.77          |
| Хришћанство    | Јерменска апостолска црква       | 44 526        | 0.27          |
| Хришћанство    | Јерменска источнокатоличка црква | 11 229        | 0.06          |
| Хришћанство    | Католичка црква                  | 32 155        | 0.19          |
| Хришћанство    | Протестантизам                   | 8 486         | 0.05          |
| Хришћанство    | Остали хришћани                  | 4 725         | 0.02          |
| Јудаизам       | Јудаизам                         | 78 730        | 0.48          |
| Друге религије | Друге религије                   | 12 965        | 0.08          |
| Атеизам        | Атеизам                          | 559           | 0.00          |
| Скроман        | Скроман                          | 356           | 0.00          |